# On Parole
On Parole — дебютний альбом англійської групи Motörhead, який був записаний у 1975-1976 роках, але випущений 8 грудня 1979 року.

## Композиції
1. Motorhead - 2:57
2. On Parole - 5:38
3. Vibrator - 2:53
4. Iron Horse/Born to Lose - 5:17
5. City Kids - 3:43
6. Fools - 5:35
7. The Watcher - 4:50
8. Leaving Here - 2:56
9. Lost Johnny - 3:31

## Склад
- Леммі Кілмістер - вокал
- Ларі Волліс - гітара
- Філ «Філті Енімал» Тейлор - ударні